# Белита
Белита (англ.  Belita), имя при рождении Мария Глэдис Олив Лайн Джепсон-Тёрнер (англ. Maria Gladys Olive Lyne Jepson-Turner; 21 октября 1923, Гэмпшир — 19 декабря 2005, Монперу) — британская фигуристка, танцовщица и киноактриса 1930—1950-х годов.
В качестве фигуристки принимала участие в зимних Олимпийских играх 1936 года, после чего продолжила карьеру в балете на льду, выступая с гастролями в США. Начав в 1941 году сниматься в Голливуде, Белита сыграла в главные роли в киноревю «Серебряные коньки» (1943) и «Леди, давайте потанцуем» (1944), а также в фильмах нуар «Саспенс» (1946) и «Гангстер» (1947). Многие её роли были связаны с фигурным катанием.

## Ранние годы и спортивная карьера
Родилась 21 октября 1923 года в Незер-Уоллопе, Гэмпшир, Великобритания. Её имя при рождении различные источники дают как Мария Глэдис Олив Лайн Джепсон-Тёрнер (англ.  Maria Gladys Olive Lyne Jepson-Turner, Глэдис Лайн Джепсон-Тёрнер (англ.  Gladys Lyne Jepson-Turner) и как Глэдис Олив Джепсон-Тёрнер (англ.  Gladys Olive Jepson-Turner). Её отец, майор Уильям Джепсон-Тёрнер служил офицером на Бурской и Первой мировой войнах, а мать была дочерью врача при дворе короля Эдварда VII.
По воспоминаниям Белиты, она стала заниматься фигурным катанием с самых ранних лет благодаря влиянию матери, которая также была фигуристкой. Некоторое время мать хотела сделать из Белиты балерину, и та серьёзно занималась балетом под руководством известного танцовщика и хореографа Антона Долина. Однако когда в подростковом возрасте она стала членом Королевского клуба фигурного катания, стало ясно, что её будущее будет связано с этим видом спорта. В 1936 году в возрасте всего 12 лет Белита (она выступала под именем Белита Джепсон-Тёрнер) была отобрана в сборную Великобритании для участия в соревнованиях по фигурному катанию на Зимних Олимпийских играх в Гармиш-Партенкирхене, Бавария. В женском одиночном разряде там победила норвежская фигуристка Соня Хени, а Белита заняла 16 место. По её словам, условия проведения соревнований были ужасными, в частности, от фигуристов требовали произносить приветствие «Хайль, Гитлер» каждый раз, когда они выходили на лёд.
В 1937 году Белита заняла 4 место на чемпионате Великобритании и 7 место на чемпионате мира по фигурному катанию.

## Карьера в шоу на льду
В 14 лет Белита стала выступать как солистка шоу «Рапсодия на льду» (1937) в Королевской опере «Ковент Гарден», постановщиком которого был Клод Лэнгдон. Критики были в восторге от её «взрослого совершенства», несмотря на «маленькое, бледное лицо и кажущиеся хрупкими руки и ноги». Белита рассказывала, что сама разрабатывала дизайн своих костюмов и сама накладывала макияж: «Я с ужасом думала о том, что это будет делать кто-то другой. Я с детства привыкла делать это сама».
Став звездой, в 1938 году Белита вместе с матерью (к тому времени разведённой) отплыла в шестимесячный гастрольный тур по Америке, в итоге оставшись там на всё время войны. Поначалу Белита всё ещё лелеяла мечты стать балериной, но, как она рассказывала позднее: «Я должна была содержать мать, её 30 мест багажа и французскую служанку, а балет всё это не окупал. На сцене мы получали лишь несколько центов в день на еду. Я сидела с одной из балерин в Балетном театре в Нью-Йорке, и она сказала: „Почему ты не катаешься? Единственные люди, кому платят больше, чем фигуристам, это кинозвёзды“». Вскоре Белита добилась огромного успеха в качестве звезды ревю «Эскапады на льду», которое гастролировало по США.

## Карьера в Голливуде

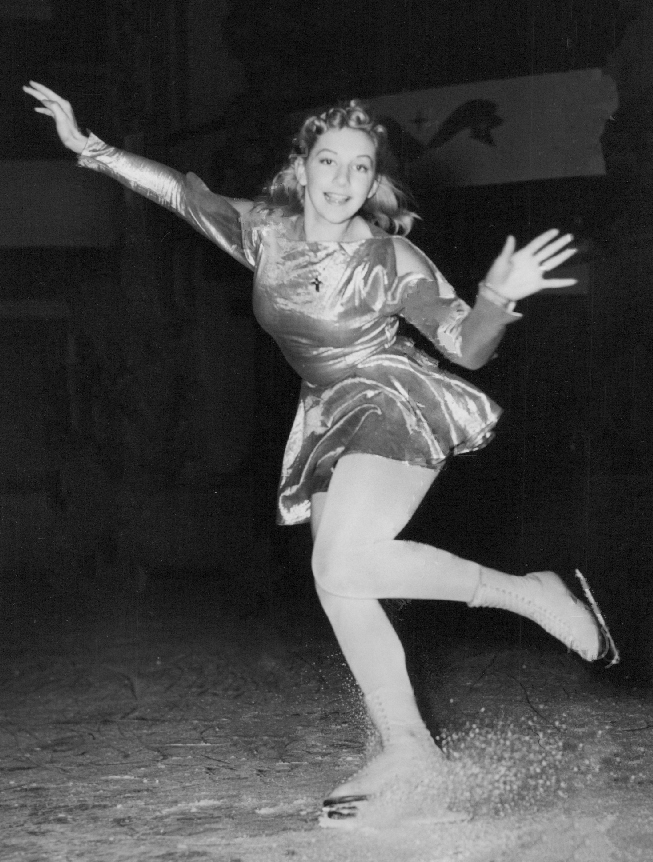
Белита на льду. Фото 1940-х годов

В 1941 году Белита дебютировала на экране в качестве фигуристки в киноверсии шоу, которую киностудия Republic Pictures так и назвала «Эскапады на льду». Как написал кинокритик Том Вэлланс в газете «Индепендент», «у фильма был худенький сюжет, который просто связывал между собой номера шоу. В картине принимала участие ещё одна известная фигуристка Вера Груба Рэлстон, которая после этого фильма получила на студии постоянную работу, а позднее вышла замуж за её босса Херберта Дж. Йейтса». После успеха этого фильма Белиту «заманили в Голливуд, где она провела пять лет по контракту со студией Allied Artists/Monogram». Как отмечает газета «Телеграф», «её зарплата, по слухам, доходила до 2 тысяч долларов в неделю, и всю её забирала мать, так как платить несовершеннолетним в то время было незаконно». После подписания контракта Белита сыграла в двух киноревю на льду — «Серебряные коньки» (1943) и «Леди, дайте потанцуем» (1944). По словам Вэлланса, «хотя в этих фильмах был слабенький сюжет, богато поставленные номера на льду обеспечили им популярность и принесли прибыль».
В 1946 году Белите доверили главную роль в картине режиссёра Фрэнка Таттла «Саспенс», который «новаторски соединил фигурное катание с фильмом нуар». Как пишет Вэлланс, «у фильма была острая, напряжённая история, которую известный сценарист Филип Йордан написал в духе писателя Джеймса Кейна. Фильм затрагивал темы супружеской неверности, обмана и убийства, особую силу ему придавали сцены с фигурным катанием (в самой напряжённой из которых Белита должна была прыгать сквозь круг с ножами). При этом мастерство Белиты как фигуристки скрывало недостаток актёрского мастерства». Её партнёр по фильму Барри Салливан вспоминал: «Мне всегда нравилась Белита, потому что она не понимала что происходит! Она была великолепной фигуристкой, но актёрская игра и в целом кинопроизводство для неё были совершенно чужими вещами». Как вспоминала сама актриса, «этот фильм мне нравилось делать больше всего. Это был первый фильм, где продуманно использовались ракурсы, и его снимал невероятный оператор Карл Страсс».
После выхода картины на экраны журнал Variety дал ему позитивную оценку, отметив что он «соединяет феерию на льду и мелодраму», особенно подчеркнув, что это «самый дорогой фильм, когда-либо выходивший на студии Monogram и, безусловно, лучшая (на тот момент) картина контрактной звезды студии, фигуристки мисс Белиты». «Благодаря ледовому дворцу как основному месту действия, танцевальные номера Белиты вполне логично вписываются в общую картину произведения». При этом сами «номера на льду производят сильное впечатление и предоставляют Белите богатую возможность продемонстрировать свою ослепительную технику катания». С другой стороны, кинокритик «Нью-Йорк Таймс» Босли Краузер назвал Белиту «слабой молодой леди, которая катается лучше, чем играет эмоции в роли ледяной балерины». Современный киновед Дэвид Хоган назвал Белиту «привлекательным и любезным феноменом фигурного катания», благодаря участию которой «многие сцены картины вращаются вокруг великолепного ледового дворца». Фильм был чрезвычайно популярен у публики и добился успеха в коммерческом плане.
По словам Вэлланса, «успех фильма привёл к ещё одному триллеру, мрачно-поэтическому „Гангстеру“ (1947)», где главные роли снова исполнили Белита и Салливан. По информации Американского института киноискусства, «перед самым началом съёмок „Гангстера“ Белита была отстранена от работы над фильмом после того, как потребовала, чтобы в титрах имя Салливана стояло не выше, чем её. Кроме того, компания Allied Artists обвинила Белиту в том, что та публично распространяет слухи о том, что студия якобы принуждает её носить неприличные костюмы и запретила её мужу, актёру Джоэлу Макгиннису присутствовать на съёмочной площадке. Однако к началу февраля 1947 года конфликт был урегулирован, и Белита вернулась к работе над фильмом. В окончательном варианте имя Салливана было указано в титрах выше имени Белиты». Оценивая фильм, современный кинокритик Хэл Эриксон указал на то, что хотя «он подаётся как психологическая драма, в нём много стрельбы и крови, чтобы удовлетворить поклонников боевиков, а также мощная сексуальная притягательность в лице подружки гангстера Нэнси (которую играет звезда-фигуристка студии Monogram Белита)».
Год спустя вышел третий фильм нуар с участием Белиты под названием «Преследуемая» (1948). На этот раз её партнёром стал Престон Фостер, который в роли одержимого полицейского то отправляет свою невиновную подружку в тюрьму, то пытается помочь ей после выхода на свободу, то опять преследует её, вновь ошибочно заподозрив в совершении убийства. Фильм не привлёк к себе особого внимания, а современные историки кино оценили его весьма сдержанно. В частности, кинокритик Леонард Молтин назвал фильм «низкобюджетным нуаром с налётом крутизны, но с прозаическим, затянутым сюжетным развитием, в котором находится место даже для демонстрации целого номера Белиты на льду!».

## Продолжение карьеры в Европе и США
После фильма «Преследуемая» Белита вернулась в Европу, где в 1950 году в Париже сыграла небольшую роль в детективе «Человек на Эйфелевой башне» (1950) по произведению Жоржа Сименона, где Чарльз Лоутон великолепно исполнил роль инспектора Мегрэ. Она также играла в спектакле «Вишнёвый сад» с участием Лоутона, который с успехом шёл на лондонской сцене. Кроме того, в начале 1950-х годов Белита исполняла ведущие партии в нескольких популярных шоу на льду, которые проходили на ведущих площадках Лондона. Затем неожиданно в 1956 году она ушла с катка, со словами: «Я всегда ненавидела лёд. Я ненавидела его холод, запах и всё, что с ним связано», добавив, что «делала всё только ради денег».
В 1953 году в Лондоне Белита снялась в шпионском триллере «Не отпускай меня» (1953) с Кларком Гейблом и Джин Тирни в главных ролях. Хотя фильм, по мнению Вэлланса, получился слабым, однако без сомнения доставил наслаждение Белите, так как она играла в нём сбежавшую русскую балерину (в детстве она мечтала стать балериной, и, по её собственному признанию, всегда ненавидела фигурное катание). Затем она сыграла роковую женщину в одной из трёх частей полностью танцевального мюзикла «Приглашение к танцу» (1953) с Джином Келли в главной роли. Съёмки также проходили в Лондоне.
В марте 1957 года Белита получила главную роль в премьере бродвейского хитового мюзикла «Чёртовы янки», который был поставлен на сцене лондонского театра «Колизей». В этом спектакле она играла роль Лолы, помощницы Дьявола, которую она направил на Землю, чтобы соблазнить главного героя. Однако, по мнению Вэлланса, «выбор Белиты на роль оказался ошибкой, так как причудливая хореография Боба Фосса была чужда Белите. Несколько недель спустя её сменила Элизабет Сил, живость которой более соответствовали стилю Фосса».
Позднее Белита снова отправилась в США для съёмок в киноверсии бродвейского мюзикла Коула Портера «Шёлковые чулки» (1957) с Фредом Астером, где у неё была роль в ансамбле, танцующем один из номеров. Как пишет Вэлланс, тот факт, что она «сыграла в фильмах с Келли и Астером, но так и не потанцевала ни с одним из них, вероятно, подвели Белиту к решению оставить шоу-бизнес». Белита вернулась в Нью-Йорк, чтобы танцевать во внебродвейской постановке «Улисс в ночной рубашке» (1958). В 1958 году она сыграла небольшую роль хозяйки кафе в военной мелодраме «Ключ» (1958) с участием Уильяма Холдена и Софи Лорен, а несколько лет спустя снялась в роли самой себя в аргентинском фильме «Терраса» (1964), который был «милой историей о разочарованном юноше».

## Актёрское амплуа и оценка творчества
Лондонская газета «Таймс» назвала Белиту «красивой звездой на сцене, экране и катке, которая изумляла публику по обе стороны Атлантики». Как отметила газета «Телеграф», «известная поклонникам как „Белита, ледяная дева“, она начала профессиональную карьеру в возрасте 14 лет. На протяжении последующих 20 лет она исполняла главные партии в нескольких ледовых шоу, а также выступала как танцовщица и актриса». «Таймс» подчёркивает, что уже в 13 лет Белита стала олимпийской спортсменкой, в 14 — звездой на лондонской сцене, в 15 гастролировала по США а в 18 лет появилась в качестве фигуристки в своём первом фильме «Эскапады на льду» (1941).
Как было отмечено в газете «Телеграф», «Белита была подготовлена к тому, чтобы взяться за любое дело. К 20 годам она говорила на четырёх языках, рисовала, пела, танцевала, играла на скрипке и фортепиано, фехтовала, боксировала и занималась борьбой, готовила, шила и доила коров. Как она рассказывала в одном из интервью: „Я попробовала всё. Я каталась на водных лыжах, занималась подводным плаванием и я сделала первый подводный балет“». Она даже задумывалась над тем, чтобы стать звездой тенниса, и брала уроки у ведущих американских игроков. Кроме того, она была профессионально подготовленной танцовщицей и позднее играла в мюзиклах.
Как отметил Вэлланс, «хотя самой известной и успешной фигуристкой на большом экране несомненно была Соня Хени, в начале 1940-х годов было время, когда у неё было две конкурентки, которые играли в более скромных фильмах — Вера Груба Рэлстон и Белита. Как и Рэлстон, Белита была более стройной и величавой, чем крошечная Хени, добившись популярности игрой в таких эскапистских фильмах категории В, как „Серебряные коньки“ (1943) и „Леди, давайте танцевать“ (1944)».
Во время работы на киностудии Monogram в середине 1940-х годов Белита много раз получала возможность показать не только своё мастерство фигуристки, но драматический талант в таких мрачных фильмах нуар, как «Саспенс» (1946) и «Гангстер» (1947). Все её первые фильмы принесли прибыль, и Белиту даже называли «одной из ведущих коммерческих звёзд Голливуда». Как отмечает «Телеграф», в годы пика популярности «куда бы она ни пошла, её сопровождали толпы поклонников».

## Личная жизнь
В 1946 году Белита вышла замуж за голливудского актёра Джоела Макгинниса, вместе с которым после 1948 года переехала в Великобританию. В 1956 году брак Белиты и Макгинниса распался после того, как она обвинила его, что он угрозами заставлял её подписать 7-летний контракт, по которому он как её менеджер будет получать 40 % от её доходов. Говорили о романтических связях Белиты с солистом балета на льду Бобби Спехтом и с князем Джорджем Голициным, с которым некоторое время она была помолвлена.
В 1967 году Белита вышла замуж за ирландского актёра Джеймса Бервика (имя при рождении — Джеймс Энтони Кенни), вместе с которым в 1960-е годы открыла садоводческий центр на западе Лондона. После его смерти в 2000 году она уехала на юг Франции.

## Смерть
Белита умерла во Монперу, департамент Эро, Франция, 18 декабря 2005 года в возрасте 82 лет.

## Фильмография
| Год  |   | Русское название             | Оригинальное название       | Роль                                     |
| ---- | - | ---------------------------- | --------------------------- | ---------------------------------------- |
| 1941 | ф | Эскапады на льду             | Ice-Capades                 | фигуристка в труппе (в тирах не указана) |
| 1943 | ф | Серебряные коньки            | Silver Skates               | Белита                                   |
| 1944 | ф | Леди, давайте потанцуем      | Lady, Let's Dance           | Белита                                   |
| 1946 | ф | Саспенс                      | Suspense                    | Роберта Леонард, она же Роберта Эльва    |
| 1947 | ф | Гангстер                     | The Gangster                | Нэнси Старр                              |
| 1948 | ф | Преследуемая                 | The Hunted                  | Лора Мид                                 |
| 1949 | ф | Человек на Эйфелевой башне   | The Man on the Eiffel Tower | Гизелла Хёртин                           |
| 1950 | с | Театр ВВС воскресным вечером | BBC Sunday-Night Theatre    | Джозефина                                |
| 1953 | ф | Не отпускай меня             | Never Let Me Go             | Валентина Александровна                  |
| 1956 | ф | Приглашение на танец         | Invitation to the Dance     | роковая женщина в Ring Around the Rosy   |
| 1957 | ф | Шелковые чулки               | Silk Stockings              | Вера (в титрах не указана)               |
| 1958 | ф | Ключ                         | The Key                     | хозяйка закусочной (в титрах не указана) |
| 1963 | ф | Терраса                      | La terraza                  | Белита                                   |